# Reloj astronómico de Lund
El reloj astronómico de Lund, también conocido desde al menos el siglo xvi como «maravilloso reloj de Lund» (en latín: «Horologium mirabile Lundense»), es una obra de los siglos xv y xx realizada por Julius Bertram-Larsen, Theodor Wåhlin, Anders Olson y, probablemente, Nikolaus Lilienfeld. Está ubicado en la Catedral de Lund (Escania, Suecia).

## Historia

### Origen
Los tres anillos de crecimiento observados en 1996 por expertos en la madera empleada para el marco del calendario indican que el árbol con el que se fabricó el reloj fue cortado en algún momento entre 1417 y 1428, siendo los investigadores capaces de determinar que la madera proviene de robles procedentes de Pomerania.: 135  El reloj aparece documentado por vez primera en 1442;: 25  entre 1375 y 1475 se construyeron numerosos relojes astronómicos destinados a varias iglesias alrededor del oeste del Mar Báltico, constando la existencia de relojes de este tipo en Doberan, Gdansk, Lübeck, Münster, Rostock, Stendal, Stralsund y Wismar, si bien son pocos los ejemplares que se conservan. Estos relojes resultan únicos tanto en complejidad como en calidad, aunque tan solo los relojes de Stralsund y Rostock se han mantenido más o menos intactos,: 124  siendo los de Doberan y Stralsund los más parecidos al de Lund, lo que deja abierta la posibilidad de que el relojero Nikolaus Lilienfeld, autor del reloj de Stralsund, crease también el de Lund.: 127 : 51  Un detalle presente únicamente en los relojes de Lund y de la Catedral de Wells (Inglaterra) son las figuras de dos caballeros que fungen como tañedores golpeando sus espadas cada hora en punto; debido a que el reloj de Wells es anterior, se ha especulado que los tañedores del reloj de Lund constituyen un reflejo de la influencia inglesa transmitida por la reina de Dinamarca Felipa de Inglaterra, quien se involucró personalmente en el mantenimiento de la catedral.: 135–136  Es posible que el reloj de Lund fuese elaborado con el fin de ser instalado a tiempo para la celebración del 300.º aniversario de la consagración del altar mayor en 1423: 135  puesto que en 1425 se dispuso una pequeña campana en la torre sur: debido a que el reloj habría estado conectado originalmente a una campana, resulta probable que ambos elementos estuviesen ligados,: 136–137  habiendo sido el reloj datado a su vez en las primeras décadas del siglo xv por motivos estilísticos: 139  (anteriormente se pensaba que la pieza podía estar fechada en la década de 1380 debido a una comparación superficial entre el reloj y la sillería del coro efectuada por Theodor Wåhlin, arquitecto responsable del mantenimiento de la catedral).: 142 : 125 : 41  Por su parte, numerosos documentos mencionan el reloj en diferentes años: en 1779 fue comparado con el reloj astronómico de Estrasburgo en la Encyclopédie,
: 27  si bien al parecer se hallaba inoperativo al menos desde el siglo xvii,: 6  mientras que en 1836 fue descrito por el arquitecto e historiador Carl Georg Brunius como en mal estado de conservación, constando su retirada de la catedral en 1837.: 27–28 : 202–203 

### Reconstrucción

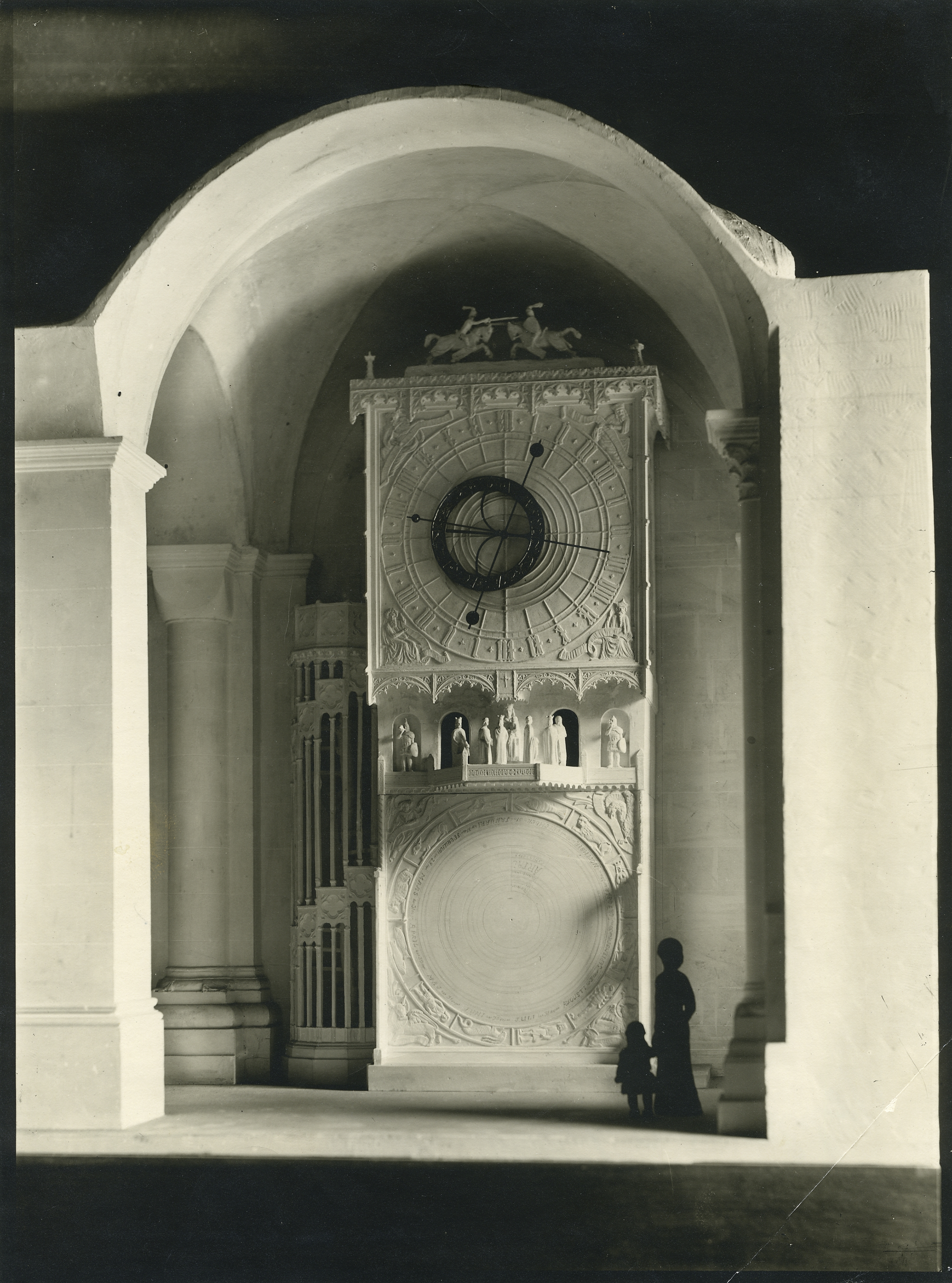
Maqueta de yeso a escala 1:10 del reloj astronómico de Lund, por Niels Hansen (c. 1913).

El relojero danés Julius Bertram-Larsen visitó la catedral por vez primera en su juventud y posteriormente en 1907, con más de 50 años, ocasión en que pudo ver algunos de los restos del reloj, lo que le motivó a crear un sustituto que en principio concibió como una pieza de estilo art nouveau.: 38  En 1909 se puso en contacto con Wåhlin, quien ya había localizado más partes del reloj; ambos decidieron llevar a cabo un intento por recuperarlo, trabajando de manera conjunta en el proyecto por los siguientes catorce años.: 20  Respecto al interior, el mecanismo consistía en piezas fabricadas en su mayoría durante una restauración efectuada en 1706, siendo unas pocas probablemente de época medieval,: 60  mientras que en lo relativo al exterior, la parte frontal había logrado conservarse así como el marco del calendario, descubierto por Wåhlin en uno de los desvanes de la catedral.: 38  Bertram-Larsen reparó el mecanismo añadiendo piezas faltantes mientras que Wåhlin se encargó de elaborar diseños para el exterior del reloj. Por su parte, Anders Olson creó nuevas esculturas para complementar las partes fechadas en época medieval siguiendo una descripción del siglo xvi.: 19–45 : 126 : 6–7 
Con el fin de recaudar fondos para el proyecto, Wåhlin celebró una conferencia sobre el reloj y su historia en Estocolmo en 1915 a la que acudió como invitado el entonces príncipe y futuro rey Gustavo VI así como varios representantes de instituciones culturales. Para la ocasión, Wåhlin pidió al escultor danés Niels Hansen una maqueta de 80 cm en la que se mostraba el reloj restaurado y que fue exhibida durante la disertación, asegurándose a su vez de lograr un compromiso con el proyecto por parte de la monarquía, gracias a lo cual el reloj pudo ser finalmente inaugurado en 1923 por el rey Gustavo V: 25  (durante la ceremonia de presentación, Bertram-Larsen fue premiado con la Orden de Vasa por el monarca en reconocimiento a su labor).: 39  El resultado final consistió en la introducción del mecanismo reparado en el mueble original, mientras que el calendario constituye una reconstrucción, permaneciendo los fragmentos sobrantes, todos de origen medieval, almacenados en el museo de la catedral, parte del Museo Histórico de la Universidad de Lund.: 125  El reloj fue limpiado y renovado por primera vez desde su restauración por el conservador Sören Andersen entre 2009 y 2010, siendo el mecanismo detenido ante más de 200 personas por el preboste Håkan Wilhelmsson y puesto nuevamente en marcha tras los trabajos por la obispa de Lund y posteriormente arzobispa de Uppsala Antje Jackelén.

## Descripción
El reloj consiste en un panel superior que muestra la hora y un panel inferior en el que se aloja el calendario. Sumado a esto, dos veces al día el mecanismo acciona un diorama en el que desfilan los tres Reyes Magos con sus pajes mientras rinden tributo a la Virgen María y al Niño Jesús a lo largo de la zona central del reloj, todo ello al tiempo que un órgano incorporado interpreta «In dulci jubilo», una melodía medieval. La estructura de madera mide un total de 7,65 metros de alto y sobresale notablemente del muro que se halla tras ella,: 89  mientras que a la izquierda una escalera de caracol conecta la parte superior con la inferior así como con los cubículos que hay detrás del reloj, donde se ubica el mecanismo.: 64–65 

### Funciones

#### Cuadrante

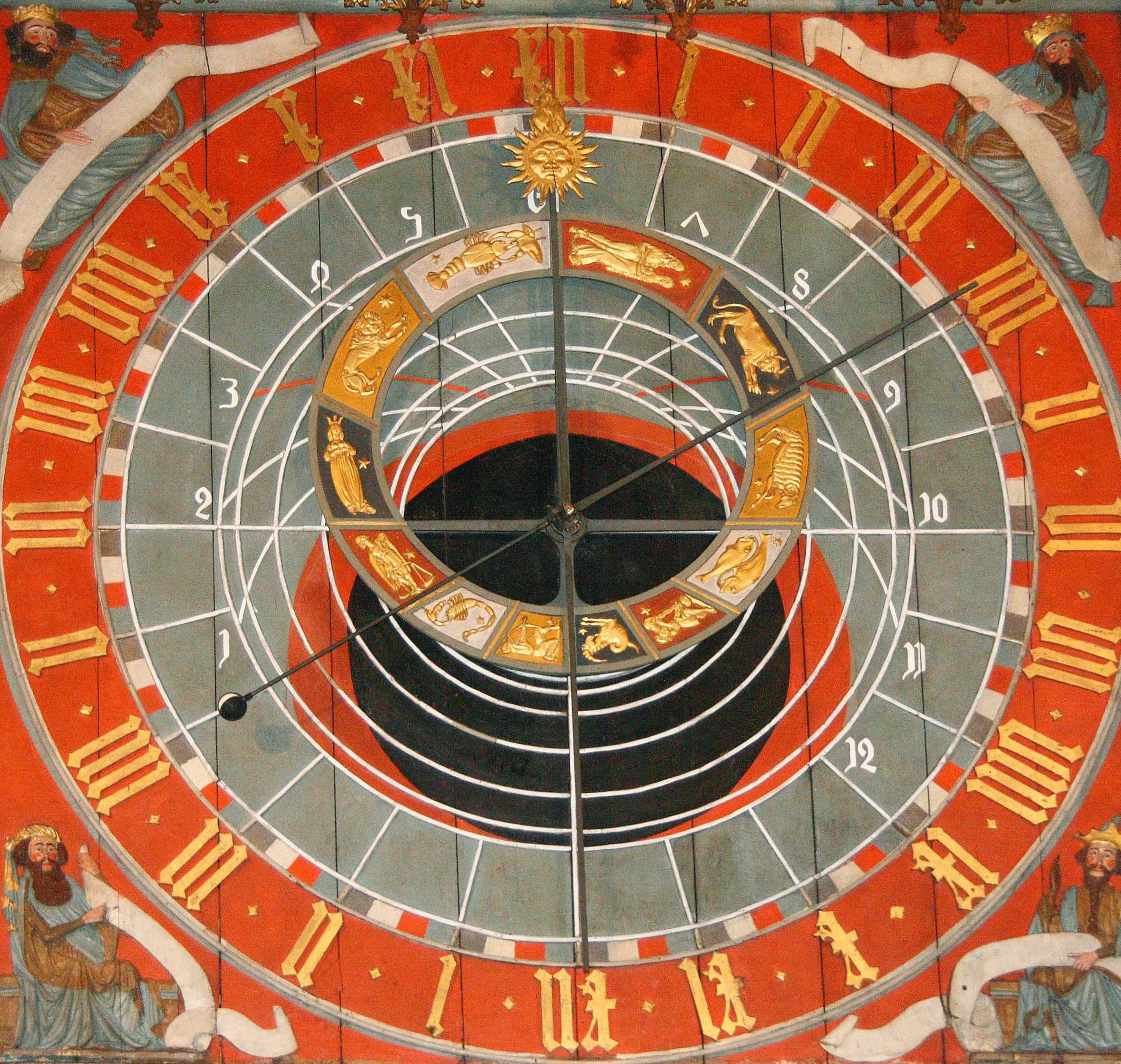
Cuadrante.

El reloj representa el concepto medieval imperante en el siglo xv, basado en la teoría geocéntrica del Universo:: 3  el centro de la zona superior muestra la Tierra según este modelo, girando a su alrededor dos manecillas, cada una con las imágenes del Sol y la Luna en un extremo. La figura del Sol indica la hora del día, estando el cuadrante dividido en veinticuatro secciones marcadas a derecha e izquierda con números romanos del uno al doce: el lado izquierdo muestra las horas antimeridianas mientras que el derecho las horas postmeridianas. Las secciones presentes entre los números están divididas a su vez en cuatro segmentos, lo que hace posible determinar qué parte de la hora está más próxima: 73  (en punto, y cuarto, y media o menos cuarto). Respecto a la figura de la Luna, esta consiste en una esfera que dibuja el recorrido del satélite alrededor del cielo, teniendo una mitad de color blanco y otra de color negro las cuales van relatando el ciclo lunar a medida que la esfera rota sobre su propio eje: si la bola aparece únicamente de color negro significa que hay luna nueva, mientras que si esta es en su totalidad de color blanco significa que hay luna llena.: 74  Una circunferencia de metal dividida en doce secciones ricamente decoradas, representativa de la eclíptica, rota a su vez de forma asimétrica por toda la superficie del cuadrante: el área en que las manecillas con las imágenes del Sol y la Luna cortan el borde exterior del círculo, es donde en ese instante tanto el astro como el satélite son visibles dentro de la eclíptica.: 74–75 
Los doce símbolos que ornamentan la circunferencia que representa la eclíptica son los signos del Zodíaco, por lo que resulta posible saber en todo momento sobre qué constelación se hallan posicionados el Sol y la Luna,: 74–75  mientras que las zonas de color rojo y negro en la sección inferior del cuadrante representan por su parte el horizonte tal y como se observa desde la catedral: si el punto donde se cruzan la manecilla que contiene el Sol y el borde exterior del círculo que representa la eclíptica se encuentra sobre la zona de color negro, significa que el Sol se halla debajo del horizonte y, por tanto, es de noche, mientras que si el mismo punto está sobre la zona roja, entonces está teniendo lugar el crepúsculo.: 75  La manecilla que porta la esfera de la Luna funciona de manera similar: si el punto donde se cruza con la eclíptica se encuentra sobre la zona negra, significa que la Luna se halla bajo el horizonte. Estas correlaciones son medidas teniendo en cuenta la ubicación de la catedral, ya que si el reloj se trasladase más al norte o al sur, las áreas de color rojo y negro dejarían de ser útiles.: 75  Wåhlin quedó gratamente sorprendido al darse cuenta de este complejo detalle, escribiendo lo siguiente: «Es maravilloso ver cómo en pleno invierno el Sol, poco después de que se haya puesto, entra en el campo negro, mientras que cuando las manecillas están en el modo pleno verano permanece toda la noche sobre el campo rojo».: 21  Del mismo modo, es posible determinar aproximadamente cuándo tendrá lugar un solsticio así como la duración de la heliofanía cada día con ayuda de la eclíptica y mediante el uso de las líneas blancas pintadas en el cuadrante.: 76–77 

#### Calendario

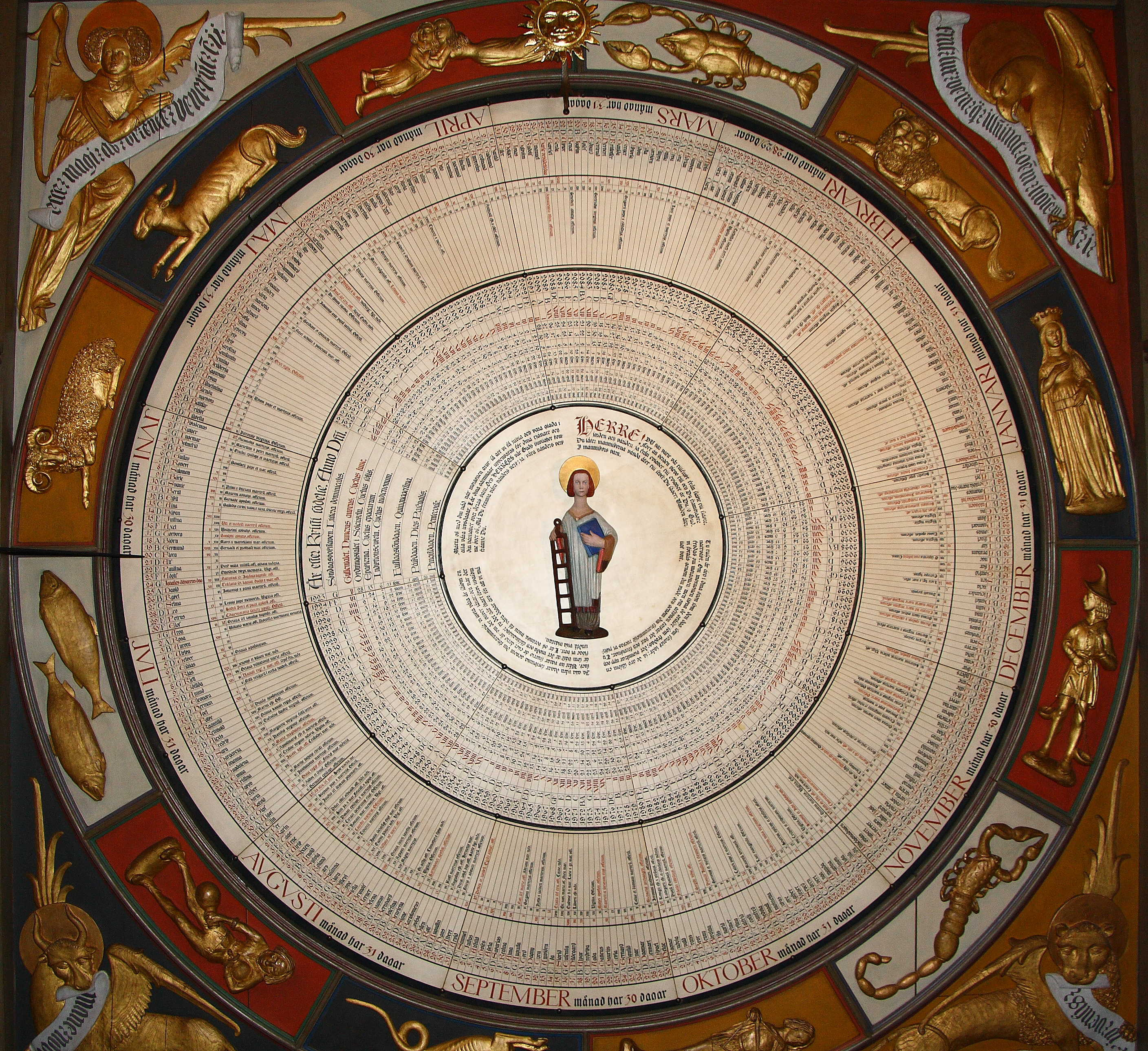
Calendario.

El panel inferior muestra un calendario que puede contar desde 1923 hasta 2123 y está dividido en dos secciones principales: un anillo exterior móvil y un anillo interior estático. El anillo exterior, compuesto de 366 segmentos, se mueve una posición a medianoche, estando el día del año indicado a la izquierda.: 80 : 22  Así mismo contiene letras de la A a la G (letras dominicales), gracias a las cuales es posible establecer el día de la semana mediante el empleo de la tabla que compone el anillo interior. El anillo exterior alberga además información sobre los nombres de los días según el calendario de 1923 y según las denominaciones medievales locales, información que Wåhlin extrajo de numerosas fuentes del medievo ligadas a la catedral, como el manuscrito iluminado Necrologium Lundense: 23–26  (la fecha de acuerdo con el calendario romano es también descifrable a partir de los datos aportados por el anillo exterior).: 80  Por su parte, el anillo interior alberga la información necesaria para calcular el día de la semana, ofreciendo también la posibilidad de determinar en qué fechas tendrán lugar Quinquagésima, Pascua (computus) y la fiesta del Divino Espíritu Santo, siendo posible a su vez averiguar en qué fase se encontrará la Luna cada día.: 80  En el calendario figuran también los números aúreos, si bien varios de ellos son erróneos debido a un fallo al momento de escribir los números romanos.: 263 

### Mecanismo
El mecanismo del reloj astronómico ocupa un espacio amplio en la torre situada detrás de la estructura, con casi ocho metros de altura y tres pisos. Sumado a esto, varios cables que van desde la parte superior de la torre hasta su base conectan el mecanismo con uno de los relojes de la torre y con los péndulos.: 63  La compleja maquinaria tal vez contiene a día de hoy algunas piezas de origen medieval pese ha haber sido reparada y modernizada numerosas veces; gran parte de la misma data de 1706 y está basada en un sistema que en origen utilizaba un mecanismo de escape, si bien cuando fue nuevamente instalada a comienzos del siglo xx la maquinaria pasó a hacer uso de un escape de palanca.: 66  El mecanismo conecta a mayores un pequeño órgano emplazado en la base con el reloj; este órgano reproduce la melodía «In dulci jubilo» cada vez que entra en funcionamiento el diorama.: 82  Bertram-Larsen restauró la maquinaria cuidadosamente, dejando las partes nuevas sin pintar para que las mismas pudiesen distinguirse de las originales, siendo el mueble que la protege fácilmente accesible para el acometimiento de tareas de reparación y limpieza.: 66 

### Decoración

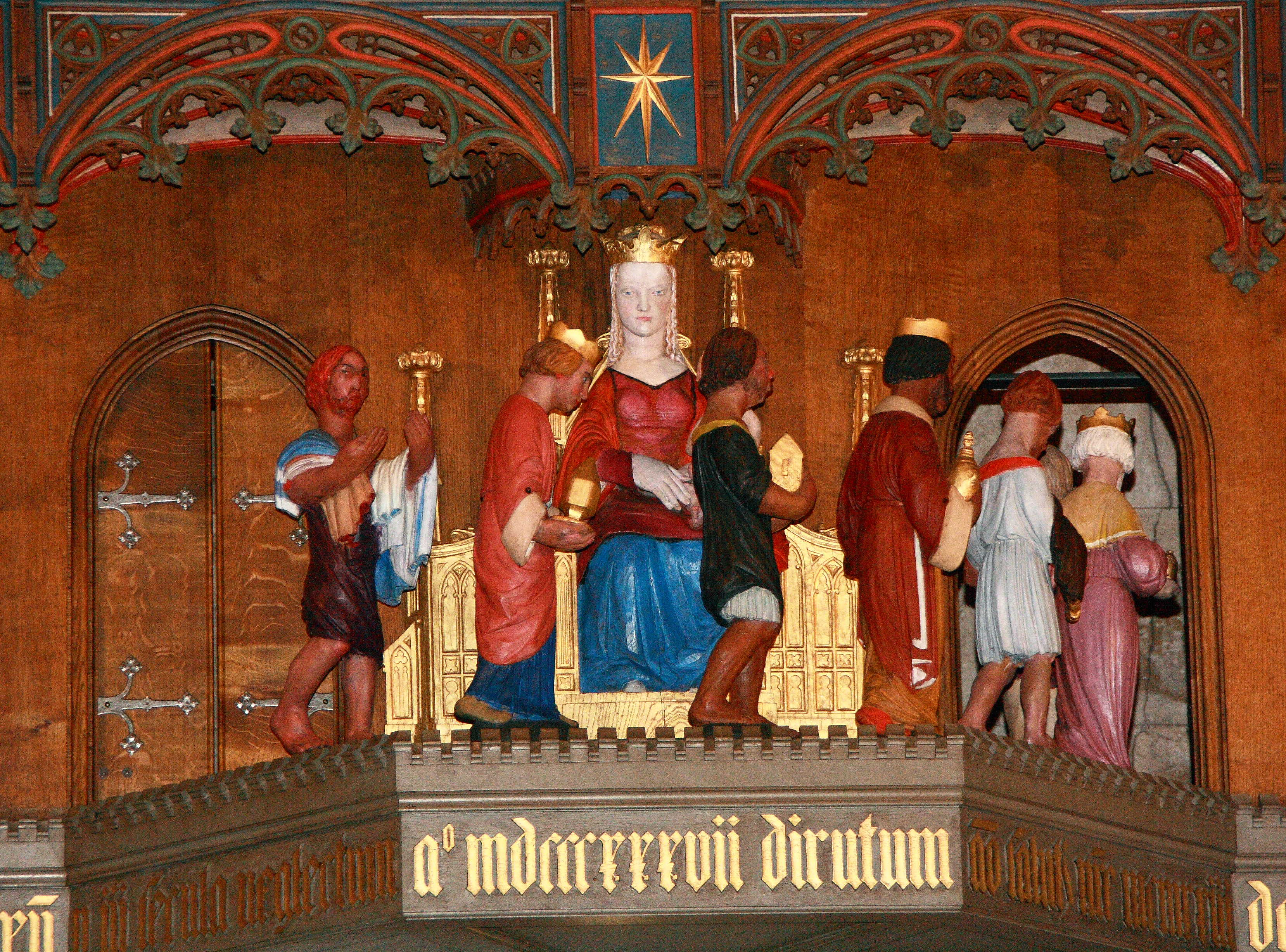
Zona central del reloj.

La iconografía del reloj refleja la cosmología medieval en función de la cual fue concebido. Al igual que otros relojes astronómicos, su decoración constituye una reminiscencia de profundos sentimientos religiosos, con la idea cristiana de que Dios y los santos son superiores no solo a la Tierra, sino también al cosmos y al tiempo.: 16  La zona superior (el cuadrante) representa el tiempo celestial mientras que la inferior (el calendario) tiene en el centro una figura ilustrativa de la experiencia del ser humano en el tiempo.: 89  La cúspide se halla coronada por dos jinetes los cuales funcionan como tañedores y constituyen réplicas elaboradas por Anders Olson; el caballero de la derecha, vestido de azul y con una estrella plateada, simboliza la noche y la oscuridad, mientras que el de la izquierda representa la luz del día.: 120–121 
Tanto el panel que contiene el cuadrante del reloj como el panel que alberga el calendario son cuadrados; los espacios entre las circunferencias de ambos elementos y las esquinas de los paneles están ornamentados con esculturas talladas en madera. En las cuatro esquinas del panel superior aparecen representados cuatro astrónomos sosteniendo filacterias en blanco; este tipo de figuras se hallan presentes también en los relojes de Stralsund y Doberan, aunque en ellos las filacterias muestran los nombres de los personajes: en el sentido de las agujas del reloj desde la parte superior izquierda  aparecen Claudio Ptolomeo, Alfonso X de Castilla, Abu Ma'shar al-Balkhi y Hali: 95  (se asume que los astrónomos del reloj de Lund son los mismos que los de los relojes de Stralsund y Doberan). El personaje de Hali puede corresponderse con Abenragel o tratarse de una latinización de Abu Ali al-Khayyat, Ali ibn Ridwan o algún otro astrónomo con un nombre similar.: 98 : 52  Por su parte, Wåhlin creía que la escultura identificada como Abu Ma'shar constituía una representación de un astrónomo chino o mongol, tal vez el duque de Zhou, Ulugh Beg o Nasir al-Din al-Tusi, quien estaba al servicio de Hulagu Kan.: 98–99 
La sección central está conformada por un plano con una imagen sedente de la Virgen María sosteniendo al Niño Jesús en un trono de estilo neogótico. A derecha e izquierda se hallan dos autómatas que representan a heraldos con trompetas; dos veces al día estas figuras alzan sus instrumentos y el órgano empieza a reproducir la melodía «In dulci jubilo» a la vez que las puertas ojivales dispuestas a ambos lados de la Virgen se abren y de izquierda a derecha desfilan los tres Reyes Magos con sus pajes haciendo una reverencia.: 109–117  Las figuras que integran el diorama fueron realizadas por Olson, siendo probablemente el rostro de uno de los reyes un autorrertrato del artista, si bien el conjunto se basa en descripciones tempranas y en un dibujo del reloj original.: 115  De acuerdo con Wåhlin, esta parte de la obra puede ser interpretada como un símbolo de la gente de los tres continentes entonces conocidos presentando sus respetos por igual a Dios, Señor del Cielo y de la Tierra.: 34  El diorama se reproduce todos los días a las 12:00 y a las 15:00 horas excepto los domingos, día en que la primera exhibición es a la 13:00 horas para no interrumpir los servicios matutinos.
Respecto al calendario, este constituye una reconstrucción en la que se recrea su posible aspecto original, tarea para la que se consultaron numerosos calendarios de antiguos relojes astronómicos europeos.: 262  Esta pieza se halla decorada con símbolos de diversa índole: a la derecha se ubica una estatua la cual rempresenta a Crono como un hombre avejentado señalando el día del año con un bastón,: 117  mientras que en el centro destaca una imagen de San Lorenzo, patrón de la catedral en época medieval,: 118  rodeado de un texto el cual constituye una traducción al sueco de cuatro versos del Salmo 90: 116–120  (ambas esculturas fueron elaboradas por Olson).: 116–118  Por último, las esquinas del calendario muestran los símbolos de los cuatro Evangelistas, siendo esta parte original del siglo xv.: 106–107 